# Mead (Kolorado)
Mead – miasto w Stanach Zjednoczonych, w stanie Kolorado, w hrabstwie Weld.